# 古田誠一郎
古田 誠一郎（ふるた せいいちろう、1897年6月27日 - 1992年12月3日）は日本の社会事業家、教育者、ラジオ・テレビタレント、政治家。日本におけるボーイスカウト草創期の指導者の一人。初代の公選高槻市長、ボーイスカウト日本連盟理事、日本キャンピング連盟常任理事を歴任した。

## 生涯
1897年（明治30年）6月27日、和歌山市に古田吉兵衛の長男として出生。1914年（大正3年）、和歌山商業学校を卒業。
1919年（大正8年）、和歌山の聖救世主教会で受洗し日本聖公会に入信。同年神戸に移住する。

### 教育者・社会事業家として

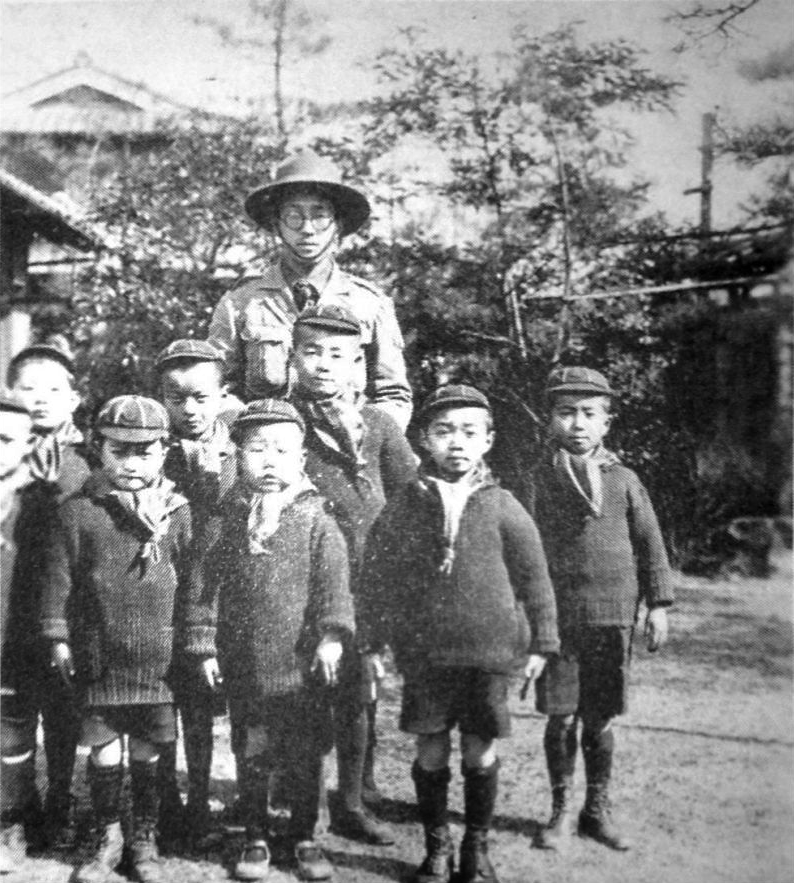
須磨向上会ウルフカブの隊員と古田

1921年（大正10年）12月1日、神戸聖ミカエル教会でボーイスカウト神戸第1隊（ウォーカー隊）を指導していたフレデリック・ウォーカー宣教師、竹内宗六神父の援助を受け、平井哲夫と共に神戸ボーイスカウト山手隊を結成。日本人のみで構成される少年団でボーイスカウトを名乗ったのはこれが初である。後に神戸市の木村義吉の援助を受け荒田隊、葺合隊を結成。1926年（大正15年）11月28日の少年団日本連盟神戸地方連盟結成以前より神戸子供党連盟、神戸スカウトシンポジウムを組織しスカウティング研究を行った。
1923年（大正12年）12月、神戸市長石橋為之助の要請を受け、須磨にて日本最初のカブスカウト隊である須磨向上会ウルフカブ隊を結成。隊員の成長に伴い1925年（大正14年）に須磨向上会ボーイスカウト（通称須磨ボーイスカウト）と改称して活動していたが、1930年（昭和5年）6月30日に解散。1923年には神戸映画教育会、和歌山第1健児隊を設立。上京し久留島武彦が主宰する童話口演の研究組織「回字会」事務となる傍ら、日本大学専門部文学科の夜間部で教育倫理学を学ぶ。
1929年（昭和4年）、日大を退学。第3回世界ジャンボリーに参加のために渡英し、そのままギルウェルパークのトレーニングセンター少年部修了。英国で見学したローランドハウスの教育を見習い、1931年（昭和6年）2月、児童収容施設セント・ヨハネ学園を天王寺に開設。1932年（昭和7年）、「童話教育研究会」を結成。同年全国私設社会事業連盟理事。1938年（昭和13年）、社会事業功労者として大阪府より表彰される。同年より大阪府より委嘱されて欧州の児童保護政策の調査のため渡欧する。渡欧中に国際カブ指導者会議・国際ワークキャンプ会議に出席、ギルウェル指導者実習所少年部幼年部修了、中央社会事業協会理事就任。翌1939年（昭和14年）に帰朝。1943年（昭和18年）に財団法人桃山中学校（現・学校法人桃山学院）理事に就任。
1947年（昭和22年）、セント・ヨハネ学園の疎開先であった高槻市で第1回市公選に立候補し当選。同地でボーイスカウト復興に着手し高槻北部隊・高槻南隊を結成。翌1948年（昭和23年）、フラナガン神父列席の下関西スカウト再建協議会を開催、日本ボーイスカウト大阪連盟理事に就任。1949年（昭和24年）ボーイスカウト日本連盟理事就任。
1950年（昭和25年）、三島通陽の依頼によりボーイスカウト日本連盟中央事務局総主事に就任。このため桃山学園理事、セント・ヨハネ学園園長、高槻市長を辞任。
1952年（昭和27年）8月23日、東京芸術大学で行われた文部省の全国児童文化会議にボーイスカウト日本連盟代表として参加し、児童憲章に「児童の完全独立」との文言を盛り込むべきでないとの論陣を張った。
1954年（昭和29年）、日本赤十字社副社長葛西嘉資の依頼を受け日本赤十字社参与・本部奉仕課長に就任し、帰国船興安丸・大成丸の日赤乗船代表となる。
1959年（昭和34年）11月、社会教育功労者として文部大臣表彰。1964年（昭和39年）9月、日赤本社常勤嘱託。1967年（昭和42年）5月、ボーイスカウト日本連盟副総コミッショナー。
1967年（昭和43年）、青少年教育の功績で勲四等瑞宝章を受章。
1970年（昭和45年）5月、長年のスカウト運動への功績からボーイスカウト日本連盟先達の称号を授与される。1980年（昭和55年）、ボーイスカウト日本連盟の有効章であるきじ章、日本赤十字社銀色有功章が授与される。
1976年（昭和51年）6月28日、第16回久留島武彦文化賞を受賞。
1992年（平成4年）12月3日、死去。

### ラジオ・テレビ出演者として
古田は口唱児童文学の専門家として度々ラジオ・テレビの児童向け番組に出演している。戦前期には日本放送協会大阪中央放送局（現・NHK大阪放送局）の劇団「BKコドモサークル」に所属し、「子供と家族の夕」「オハナシクラブ」で児童文学の朗読や童話劇の上演を行った。1938年（昭和13年）にアイスランドの児童文学家ヨーン・スウェンソンが来日した際にはラジオで共演している。
戦後にはラジオ東京の子供向け番組「ちえのわクラブ」の司会を務め、日本テレビ「暮らしのセンス」に出演するなどして、古田の顔は「全国の子供さんに売れすぎているほど売れた」という。